# Ibrahim Traoré
Pour le footballeur, voir Ibrahim Traoré (football).
Cet article possède un paronyme, voir Ibrahima Traoré.
Ibrahim Traoré, né le 14 mars 1988 à Kéra, dans la commune de Bondokuy (Burkina Faso), est un militaire et homme d'État burkinabè. Chef d'État du Burkina Faso depuis le 30 septembre 2022. 
Il renverse le lieutenant-colonel Paul-Henri Sandaogo Damiba par un coup d'État et prend la tête du Mouvement patriotique pour la sauvegarde et la restauration, le 30 septembre 2022,,,.
Il est le plus jeune chef d'État au monde d'alors avec ses 34 ans,,,, au sein de l'armée burkinabé, il porte le grade de capitaine.

## Biographie

### Enfance et formation
Ibrahim Traoré est né à Kéra, dans la commune de Bondokuy, le 14 mars 1988,,. 
Il est élève à l’école primaire publique de Bondokuy. Il suit ses études secondaires au lycée mixte d'Accart-ville de Bobo-Dioulasso, où il obtient le baccalauréat série D en 2006.
En 2006, il rentre à l’Université de Ouagadougou (actuelle Université Joseph Ki Zerbo) à la faculté de sciences et techniques, au département de chimie-biochimie-biologie-géologie. Il en ressort avec une maîtrise en géologie, obtenue avec mention, en 2010.
Il a été durant ses études, militant de l'Association nationale des étudiants du Burkina (ANEB), une organisation estudiantine d'inspiration marxiste. Il est par ailleurs proche d'associations musulmanes ainsi que membre de l'Association des étudiants musulmans. 

### Carrière militaire
Traoré n'est pas issu du Prytanée militaire de Kadiogo (PMK), contrairement à son prédécesseur Damiba et bon nombre d'officiers burkinabè. Après l'obtention de son diplôme universitaire, il intègre l'armée en 2010. Il fait sa formation à l'Académie militaire Georges Namoano, école de formation d'officiers basée à Pô, où il sort vice-major de sa promotion,. Le soldat va rapidement gravir les échelons militaires.
En 2012, il devient sous-lieutenant, deux ans plus tard, il passe au grade de lieutenant avant d'être promu capitaine en 2020. En mars 2022, il est nommé chef d'artillerie  (RA) du dixième régiment de commandement d'appui et de soutien (10e RCAS) basé à Kaya par le président Paul-Henri Damiba,,.
Le capitaine Traoré a participé à plusieurs opérations militaires dans la lutte contre le terrorisme, notamment à Djibo, où il était placé sous les ordres du lieutenant-colonel Damiba, alors commandant du groupement des forces armées antiterroristes en 2017. Il a également pris part à l'opération Otapuanu en 2019 et a aussi servi au sein du détachement militaire de Markoye au Sahel.

### Président du Burkina Faso et dictature militaire

#### Coups d'État de janvier et septembre 2022 et prise de pouvoir
Ibrahim Traoré prend le pouvoir par un coup d'État le 30 septembre 2022, après avoir annoncé la destitution de Damiba. Il s'agit du deuxième putsch que vit le pays cette année. Le capitaine Traoré fait partie des officiers qui ont participé au coup d'État qui avait renversé le président Roch Marc Christian Kaboré, et conduit le lieutenant-colonel Damiba, président du MPSR, au pouvoir le 24 janvier 2022.

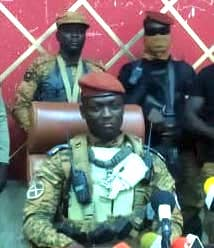
Ibrahim Traoré en octobre 2022.

En raison de la situation sécuritaire dégradée et du non-respect des engagements pris lors du premier coup d'État, ces officiers ont décidé de destituer le président Damiba le 30 septembre. Ibrahim Traoré est désormais à la tête du MPSR. Ce coup d'État fait suite à plusieurs attaques terroristes meurtrières, particulièrement celle de Gaskindé, au nord du Burkina Faso, où un convoi de ravitaillement est tombé dans une embuscade terroriste. Selon le bilan officiel, on dénombre 11 militaires tués et plusieurs civils portés disparus. D'autres sources évoquent une centaine de civils tués,,,. Damiba démissionne finalement le 2 octobre. 

#### Exercice du pouvoir

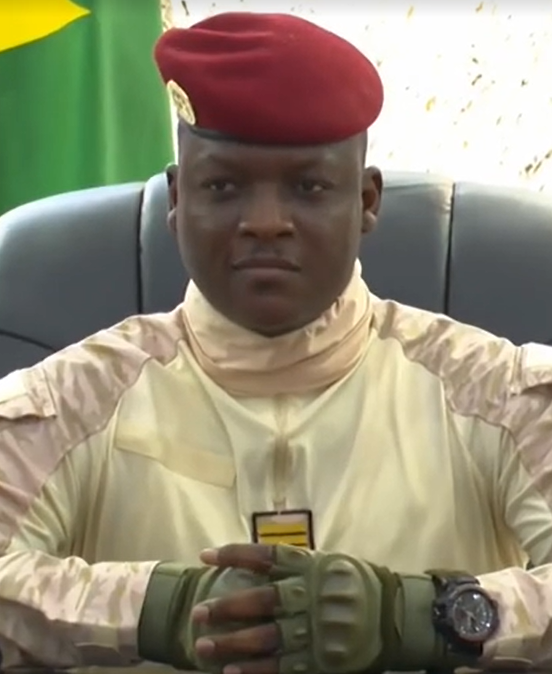
Le capitaine Ibrahim Traoré en 2023

À la suite sa prise de pouvoir le 30 septembre, Ibrahim Traoré déclare : « Nous ne sommes pas là pour le pouvoir. Nous avons un programme de douze mois dans lequel nous allons résoudre de petits problèmes logistiques dans le respect des valeurs humaines. ». Le 6 octobre, un acte fondamental rétablit la Constitution et déclare Traoré chef de l'État. Il devient alors le premier musulman à accéder au poste depuis le renversement de Saye Zerbo en 1982.
Assurant expédier les affaires courantes, Traoré annonce la désignation d'un président de la Transition, civil ou militaire, par des assises le 14 octobre 2022,. Ses partisans organisent des manifestations appuyant sa nomination à la tête de l'État, ce qui conduit à sa désignation à la tête de la transition en sa qualité de président du MPSR. Il est investi le 21 octobre président de la Transition par le Conseil constitutionnel. En novembre, il renonce au salaire présidentiel, mais conserve son salaire de capitaine.
Le 3 février 2023, Ibrahim Traoré annonce de grandes offensives à venir contre les djihadistes, et appelle au soutien populaire. En avril 2023, il décrète la mobilisation générale. En mai, il évoque les pays « amis » avec lesquels il construit ou se renforce une coopération militaire : la Russie, dont la milice paramilitaire Wagner pourrait être présente au Burkina Faso, la Turquie, qui lui fournit des drones Bayraktar TB2, ainsi que la Corée du Nord, qu'il envisage également comme un fournisseur d'armes. Pour l'heure, le gouvernement privilégie le recours à ses propres forces dans la lutte antidjihadiste et ne semble pas avoir demandé l'aide des Russes de Wagner. Décidant de durcir la lutte contre le terrorisme au Burkina Faso, son gouvernement organise un recrutement exceptionnel de 3 000 militaires du rang, ainsi que l'enrôlement de 50 000 supplétifs « volontaires pour la défense de la patrie ».
Alors que le budget de l'État, affecté par les sanctions économiques, peine à financer l'effort de guerre contre les jihadistes, le gouvernement est amené à augmenter les taxes.
Grâce à son âge, son expérience du terrain et son langage, Ibrahim Traoré séduit auprès de la jeunesse, qui compte pour plus de 70 % de la population mais reste largement sous-représentée au sein des institutions politiques. Il invoque régulièrement les idéaux de Thomas Sankara lors de ses discours, tels que la lutte pour la souveraineté nationale et le rejet de l'impérialisme. Il adopte une politique anti-française, obtenant ainsi le soutien des panafricanistes et des wahhabistes. Cependant, en parallèle à cette popularité, la société civile, les journalistes, des magistrats, les chefs de file de partis, sont visés par la répression de la junte, qui les envoie parfois en circonscription forcée. Ce sort a également été subi par des civils, qui ont été aussi victimes de disparitions forcées.
Le 16 septembre 2023, Ibrahim Traoré, aux côtés du colonel Assimi Goïta et du général Abdourahamane Tiani, crée l'Alliance des États du Sahel, un pacte de défense mutuelle entre le Mali, le Niger et le Burkina Faso. Avant de quitter la Communauté économique des États de l'Afrique de l'Ouest le 28 janvier 2024.
Après avoir échappé à une tentative de coup d'État en septembre 2023, il fait appel à des militaires russes pour assurer sa protection. En décembre, le nouveau Premier ministre, Apollinaire Joachim Kyélem de Tambèla annonce l’appui de la Russie dans le cadre d’une réorganisation de l’armée burkinabè, notamment la création de nouveaux bataillons d’intervention rapide, tandis que la Chine et la Turquie vont également apporter leur aide. Parallèlement, le gouvernement burkinabé signe un accord avec la Russie pour la construction d’une centrale nucléaire.
Le 25 mai 2024, au terme de nouvelles assises de la transition auxquelles ne participent pas les collectifs de la société civile et les partis opposés à Ibrahim Traoré, la transition est prolongée de cinq ans (à partir du 2 juillet 2024) par l'adoption d'une nouvelle charte qui accorde à celui-ci le titre de président du Faso, et lui permet de se présenter aux prochaines élections. Ces assises ont lieu quelques jours après des assises similaires chez l'allié malien, qui prolongent également la transition de cinq ans,. Le jour même, Traoré signe la nouvelle charte, ce qui permet son entrée en vigueur.
Le 11 juin 2024, une attaque par les djihadistes du Groupe de soutien à l'Islam et aux musulmans (JNIM) a lieu dans la base militaire et dans la commune de Mensila. Le lendemain, un obus est tiré sur le siège de la télévision nationale, à proximité de la présidence à Ouagadougou, sans que les tireurs ne soient identifiés. Les jours suivant, la relative absence d'Ibrahim Traoré de la scène publique pose question au sein de la société burkinabè. Des soldats maliens et des mercenaires russes arrivent à Ouagadougou dans les jours qui suivent, sans que soit précisé leur rôle,. Le Conseil des ministres qu'il devait présider le 19 juin 2024 est reporté au lendemain et Traoré réapparaît à cette occasion. En août, le pays subit l’attaque terroriste jihadiste la plus meurtrière de son histoire frappant le village de Barsalogho dans le centre-nord du pays, où 300 à 400 habitants sont massacrés par le Groupe de soutien à l'islam et aux musulmans.
Des fausses vidéos et images générées par l’intelligence artificielle à la gloire d’Ibrahim Traoré envahissent les réseaux sociaux. Des représentations « plus ou moins bien réalisées », dans lesquelles le capitaine se présente en « dirigeant courageux défendant son peuple ». Ces vidéos relayées par des faux comptes cumulent parfois jusqu’à des millions de vues et suscitent des réactions souvent admiratives, tant en Afrique francophone, où Ibrahim Traoré a déjà une certaine notoriété, qu'en Afrique anglophone, notamment au Ghana, au Nigeria et au Kenya, et jusqu’aux Etats-Unis ou dans les Caraïbes. Ces clips vidéo le montrent en compagnie de stars mondiales, Beyoncé, Rihanna, ou encore Justin Bieber. De nombreuses vidéos factices montrent également « une économie du Burkina Faso florissante, capable désormais de produire ses propres smartphones, moyens de transport et machines agricoles. »